# Cuspidaria parapodema
Cuspidaria parapodema is een tweekleppigensoort uit de familie van de Cuspidariidae. De wetenschappelijke naam van de soort is voor het eerst geldig gepubliceerd in 1969 door F. R. Bernard.